# Stéphanie Assi Durand
Pour les articles homonymes, voir Assi.
Compléments
- Fondatrice de « Meraky Tech Inc. », startup de services technologique

Stéphanie Assi Durand, née le 4 juin à Abidjan, est une entrepreneure technologique ivoirienne . Elle fonde le groupe américain Meraky tech incorporated et cofonde la startup ivoirienne Moja Ride.
Ingénieure logiciel, elle a dirigé des projets pour des gouvernements et des entreprises privées.

## Biographie

### Famille et éducation
Née en Côte d’Ivoire, elle étudie au Lycée Sainte-Marie d'Abidjan avant d'obtenir un master en informatique et mathématiques à l'Université d'État de New York à Albany, se spécialisant en développement logiciel et en intelligence artificielle.

### Carrière
Stéphanie Assi Durand débute comme ingénieure chez IBM. Elle travaille ensuite comme consultante en technologie pour des entreprises (dont McKinsey, Accenture et Intellibridge) et des institutions gouvernementales américaines. Elle contribue à la conception d'un système d'archivage numérique pour la Maison-Blanche,.
En 2018, Stéphanie Assi cofonde Moja Ride, une startup de mobilité urbaine en Afrique proposant des solutions de paiement numérique,. La société lève plus d'un million de dollars de financement,. 
En 2021, elle fonde Meraky Tech, une entreprise spécialisée dans les solutions numériques et l'intelligence artificielle,,. La société devient membre premium de la Chambre de commerce des États-Unis.

## Engagement
Elle est active au sein de l'ONG KS Africa, qui promeut les carrières scientifiques et technologiques auprès des jeunes filles africaines, et participe au réseau Abidjanaises in Tech, une communauté visant à soutenir les femmes ivoiriennes dans le secteur technologique.